# Амарі Нгоне I
Амарі Нгоне I Собел (д/н — 1593) — 2-й дамель (володар) держави Кайор в 1549—1593 роках.

## Життєпис
Походив з династії Фалл. Син Детіє Фу Ндіогу, ламане Кайору, та Нгоне Собел Ндіає з панівного роду в Баол (був споріднений з імператорською династією Волофу).
Відомостей про Амару замало. 1549 року очолив повстання проти буурба волоф (імператора) Лееле Фуліфака, якому в битві біля Данкі завдав нищівної поразки. Буурба загинув, а його імперія розпалася. У цій битві істотно допоміг Амару його стриєчний брат Мангуінак Діуф з Баолу. Невдовзі Детіє Фу Ндіогу прийняв титул дамеля та оголосив про незалежність Кайору. Втім через нещасний випадок загинув через 6 днів. Трон успадкував Амару Нгоне Собел.
Поставив на меті об'єднати самостійні держави колишньої імперії Волоф. Спочатку мирним шляхом підкорив Баол, завдяки родинним зв'язкам. Прийняв титул тієгне Баола. Зверхність Кайорі визнала держава Ваало. Втім спроби, які Амару здійснював протягом 44-річного панування, захопити Сіне, Салум і Волоф виявилися невдалими.
Разом з тим сприяв розвитку сільського господарства. Велику уваги приділяв торгівлі. Зміцнив владу дамеля всередині країни. Помер 1593 року. Йому спадкував син Массамба Тако.